# Romanul unei tinere căsnicii
Romanul unei tinere căsnicii (titlul original: în germană Roman einer jungen Ehe) este un film dramatic est-german, realizat în 1952 de regizorul Kurt Maetzig, protagoniști fiind actorii Yvonne Merin, Hans-Peter Thielen și Willy A. Kleinau.

## Rezumat
Căsătoria unei tinere familii de actori din Berlinul divizat amenință să se destrame. Jochen lucrează la Teatrul Westend și Agnes participă la filmări în Berlinul de Est. Părerile lor, modelate de diferitele medii politice, se depărtează din ce în ce mai mult. Agnes este mândră de noul ei film, Jochen însă, este îngrozit de tema acestuia. Urmează o pauză în relația lor și Anna se mută în Berlinul de Est. Când se întâlnesc în instanță pentru procesul de divorț, se împacă totuși. Jochen este acum fără muncă și își dă seama că Agnes a ales  drumul cel bun.

## Distribuție
- Yvonne Merin – Agnes Sailer
- Hans-Peter Thielen – Jochen Karsten
- Willy A. Kleinau – dr. Ulrich Plisch
- Hilde Sessak – Carla
- Harry Hindemith – Burmeister
- Martin Hellberg – Möbius
- Hanns Groth – Lutz Frank
- Alfons Mühlhofer – Ernst Winkler
- Horst Preusker – Jonas
- Waltraud Kogel – Astrid Kern
- Albert Garbe – Otto Dulz
- Brigitte Krause – Brigitte Dulz
- Gisela Rimpler – Felicitas Bach
- Friedrich Gnaß – portarul hotelului
- Egon Borsig – grefierul
- Alwin Lippisch – regizorul Hartmann
- Ursula von der Schmidt – dna. Hartmann
- Gertrud Paulun – martora în juriu
- Theo Shall – procurorul
- Carlo Kluge – un apărător
- Marianne Fahl – Rita Strobel
- Ludwig Sachs – executorul judecătoresc
- Arthur Schilsky – americanul din „Möwe“
- Frede-Marie Dohna – președintele BGL
- Viola Recklies – fata din grupa VVN
- Hans Rodenberg – regizorul american
- Robert Trösch – managerul de la înregistrări
- Anna-Maria Besendahl – garderobiera
- Gustav Adolf Keune – un actor
- Conrad Pfennig – un actor
- Heino Winkler – un actor
- Lutz Götz – un participant la adunare
- Walter Schramm – un participant la adunare
- Nico Turoff – un participant la adunare
- Eva Stechow – o participantă la adunare